# Kostel v Modré
Kostel v Modré se nacházel v Modré u Velehradu. Někteří badatelé tvrdí, že je dílem iroskotských misií, a je tedy důkazem přítomnosti těchto misí na Moravě. Byl založen v době před příchodem soluňských bratří, Cyrila a Metoděje. Zprávy o tomto objektu publikoval ve své knize Josef Cibulka. Po vydání knihy se kostel stal předmětem sporů mnoha odborníků, hlavně o jeho původu a založení se vedly velice vášnivé diskuze.

## Archeologické vykopávky
Roku 1911 jako první odkryl kostel v Modré u Velehradu PhDr. Jan Nevěřil. Toho tam přivedly zprávy o starém chrámu, který dávno zanikl. PhDr. Nevěřil tehdy odkryl základové kamenné zdivo kostela s pravoúhlým protáhlým kněžištěm a čtyřmi podpěrami v lodi. Celý nález zaznamenal ve své práci, ale jeho práce se v pozdější době stává předmětem sporů mezi Cibulkou a jeho odpůrci.

### Druhotné výkopy
K dalším vykopávkám na tomto místě došlo o více než 40 let později. V roce 1953 dr. Vilém Hrubý znovu objevil zbytky tohoto starodávného kostela a také 36 kostrových hrobů, které odpovídaly hrobům z velkomoravských pohřebišť. A právě tyto hroby posloužily Josefu Cibulkovi jako podpora jeho teorie o datování kostela. Prokázalo se, že pohřebiště vzniklo až poté, co byl kostel v Modré postaven a vzhledem k tomu, že hroby byly datovány přibližně do poloviny 9. století, došel Cibulka k závěru, že tento kostel byl postaven již v první polovině 9. století.

## Vzhled kostela podle J. Nevěřila
Doktor Jan Nevěřil v roce 1911 kostel zakreslil a také jej popsal: "Na pahorku mezi okresní silnicí na Velehrad a silnicí odbočující na Modrou našel jsem v hloubce 4 dm základy staré budovy, která se pak objevila jako prastarý menší kostel. Kostel tento má pravoúhlou loď 8,80 m dlouhou a 6,80 m širokou, k níž pojí se směrem k východu rovněž pravoúhlý presbytář 4,40 m dlouhý a 4 m široký. Pozoruhodné jest, že v lodi nacházejí se základy čtyř sloupů. Základní zdi byly však v době několika století vybrány a odvezeny. Jak jsem mohl zjistiti, užili majitelé těchto polí … mnoho staviva odtud ke stavbě svých hospodářských budov. Než také prý již mnohem dříve, osada Modrá trvá teprve 150 let, mnoho materiálu z těchto míst použito bylo na stavbu nynějšího klášterního kostela na Velehradě. Zbytky základních zdí v těchto místech objevené jsou pískovcové kameny, mezi nimiž mnohé červenohnědé barvy, jaké v okolí nikde se nevyskytují. Kameny jsou spojeny nadmíru solidní a pevnou maltou. Budova je orientována přesně od západu k východu. Vchod byl však podle všeho ze strany jižní, kde ještě dnes nalezeny byly značné kusy malty."

## Zánik kostela
Zánik kostela v Modré je datován do předposledního desetiletí 17. století. K tomuto závěru dospěl Nevěřil díky novostavbě velehradského kláštera, který byl v roce 1681 po velkém požáru znovu vystavěn a jako stavební materiál byly použity právě zbytky kostelíku v Modré. Tuto teorii potvrzuje i V. Hrubý, který našel minci z roku 1677. Ta se nalézala v zásypu kostelních základů, kam se dostala pravděpodobně krátce po uvedeném roce, kdy byly kostelní zdi rozebírány.

## Rekonstrukce kostela v archeoskanzenu

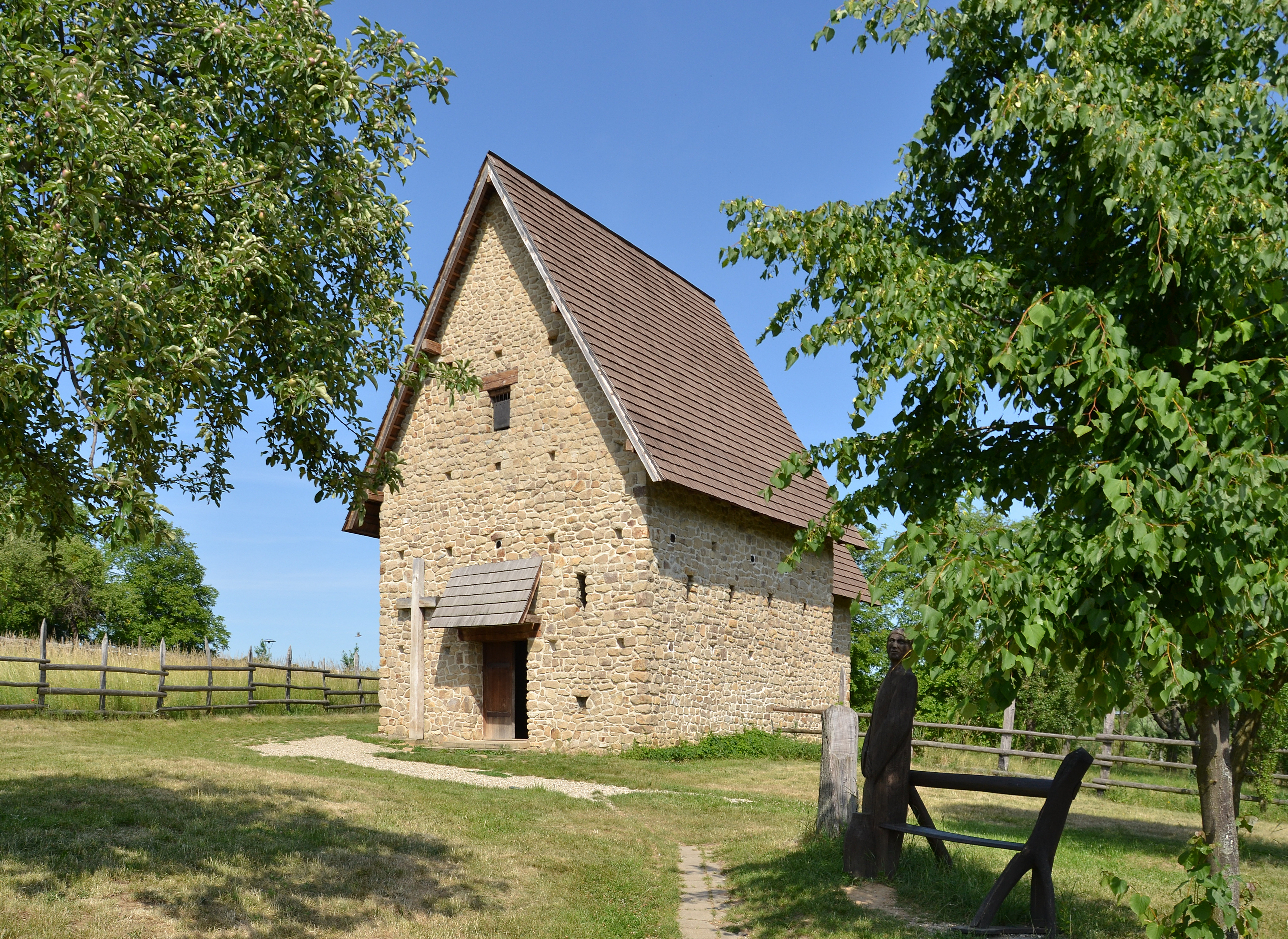
Rekonstrukce velkomoravského kostela v Modré

V Modré se v dnešní době nachází archeologický skanzen. Tento skanzen se nachází na lokalitě původního velkomoravského osídlení, v těsném sousedství Velehradu. Vstupní bránu představují dvě strážní věže a právě v tomto skanzenu byla podle půdorysu vybudována i kopie kostela v Modré. Jedná se ovšem pouze o hypotetickou rekonstrukci. To dokazuje například náhodný počet a rozmístění oken.